# Sylvan Goldman
Sylvan Nathan Goldman (* 15. November 1898 in Ardmore, Oklahoma; † 25. November 1984) war ein US-amerikanischer Geschäftsmann.
Am 4. Juni 1937 führte er als Erster einen Einkaufswagen in seinem Supermarkt ein.